# Aláqueme I

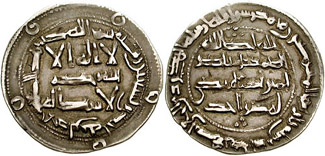

Aláqueme ibne Hixame (em árabe: الحكم بن هشام, lit. 'Al-Hakam Ibn Hisham'), melhor conhecido como Aláqueme I, Haquino I ou Haquim I foi o emir de Córdova omíada entre 796 e 822 em Alandalus (a Espanha islâmica).

## Vida e obras
Aláqueme foi o segundo filho de Hixame I e perdeu o irmão mais velho ainda criança. Quando ascendeu ao poder, ele foi desafiado por seus tios Solimão e Abedalá, filhos de seu avô Abderramão I. Abedalá levou os seus dois filhos, Ubaide Alá e Abedal Maleque, até a corte de Carlos Magno em Aix-la-Chapelle, para negociar uma aliança. Neste meio tempo, Solimão atacou Córdova, mas foi derrotado e teve que recuar até Mérida, onde ele foi capturado e executado. Abedalá foi perdoado, mas teve que permanecer, à força, em Valência.
Aláqueme gastou muito do seu reinado subjugando revoltas em Toledo, Saragoça e Mérida que, por duas vezes, chegaram até Córdova. Em 805, um golpe para destronar Aláqueme e substituí-lo por seu primo Maomé ibne Alcacim foi descoberto e 72 nobres foram capturados, crucificados e exibidos nas margens do rio Guadalquivir.
Em 818, ele esmagou uma revolta liderado pelos clérigos no subúrbio de al-Ribad na margem sul do Guadalquivir. Uns 300 nobres foram capturados e crucificados, enquanto que o resto da população da região foi exilada. Alguns se mudaram para Alexandria, no Egito, e outros para Fez e Creta. O restante se juntou aos piratas do Levante.
Aláqueme I morreu em 822 após um reinado de 26 anos.

## Família
Aláqueme era filho de Hixame I, emir de Córdova, e de uma concubina chamada Zokhrouf. Ele foi o pai de:
- Abderramão II, Emir omíada de Córdova entre 822 e 852.
- Almugira
- Saíde
- Omaia
- Ualide ibne Aláqueme. Este foi o general que liderou um ataque à Galiza em 838[6].

Aláqueme tinha uma concubina chamada Ajab. Ela fundou um estabelecimento para o atendimento dos leprosos nos subúrbios de Córdova. O leprosário foi custeado pelos fundos provenientes do Munyat 'Ajab, uma propriedade construída para ou em nome de Ajab. Ela era mãe de:
- Abu Abedal Maleque Maruane

Uma outra concubina se chamava Mut'a e foi a fundadora de um cemitério que ainda existia no século X.